# K.K. Partizan 1998-1999
Questa pagina raccoglie le informazioni riguardanti il Košarkaški klub Partizan nelle competizioni ufficiali della stagione 1998-1999.

## Roster
| N° | Naz.                          | Ruolo | Sportivo           |  | Alt. |  |
| -- | ----------------------------- | ----- | ------------------ |  | ---- |  |
| 4  | Jugoslavia (bandiera)         | P     | Vladimir Đokić     |  | 191  |  |
| 5  | Jugoslavia (bandiera)         | G     | Haris Brkić        |  | 198  |  |
| 6  | Macedonia del Nord (bandiera) | P     | Vlado Ilievski     |  | 188  |  |
| 7  | Jugoslavia (bandiera)         | A     | Aleksandar Čubrilo |  | 207  |  |
| 8  | Jugoslavia (bandiera)         | C     | Zoran Stevanović   |  | 207  |  |
| 9  | Jugoslavia (bandiera)         | C     | Aleksandar Gilić   |  | 210  |  |
| 10 | Jugoslavia (bandiera)         | C     | Ratko Varda        |  | 216  |  |
| 11 | Jugoslavia (bandiera)         |       | Vladimir Vidačić   |  |      |  |
| 12 | Jugoslavia (bandiera)         | C     | Dejan Tomašević    |  | 208  |  |
| 13 | Jugoslavia (bandiera)         | G     | Miroslav Radošević |  | 194  |  |
| 14 | Jugoslavia (bandiera)         |       | Marko Peković      |  |      |  |
| 15 | Jugoslavia (bandiera)         | P     | Dragan Lukovski    |  | 185  |  |
|    | Jugoslavia (bandiera)         | AG    | Andrija Crnogorac  |  | 202  |  |
|    | Jugoslavia (bandiera)         | P     | Vule Avdalović     |  | 187  |  |
|    | Jugoslavia (bandiera)         | All.  | Vladislav Lučić    |  |      |  |